# Астрономија у Србији
Астрономија у Србији се односи на историјат и развој ове науке на територији данашње Републике Србије. Астрономија у Србији је развијена у складу са њеним економским могућностима, или чак и нешто изнад њих. Астрономска опсерваторија Београд (на Звездари), основана 1887, једна је од најстаријих научних институција у Србији. Србија је чланица Међународне астрономске уније од 1935.
Астрономска опсерваторија Београд и даље је једина професионална опсерваторија у Србији. Опсерваторија поседује осам професионалних телескопа, а тренутно завршава нову станицу на планини Видојевици код Прокупља. У Србији постоји још неколико мањих народних и универзитетских опсерваторија: Народна опсерваторија у Београду, Новосадска астрономска опсерваторија (www.adnos.org/Opserv.aspx) и Опсерваторија Белерофонт у Крагујевцу (physics.kg.ac.rs/fizika/opservatorija). Два су планетаријума: Београдски и Новосадски.
Астрономија се предаје на основним и средњим школама, али само као део других предмета. Велики значај у предавању астрономије има Истраживачка станица Петница. Пет универзитета у Србији нуди студије астрономије: Београдски, Новосадски, Крагујевачки, Нишки и Приштински. Од тога су на Београдском универзитету до сада дипломирала 242 астронома, а 6 астронома на Новосадском; у Србији раде још 4 астронома који су звање стекли ван земље.
У Србији излази неколико часописа посвећених астрономији: Астрономски магазин, Васиона, Астрономија и други. Такође, од 1936. објављује се научни часопис Српски астрономски журнал (saj.matf.bg.ac.rs).
У Србији постоји 17 удружења астронома-аматера од којих је најстарије Астрономско друштво Руђер Бошковић.
Србија је крајем 2012. године добила три астрономска радио-телескопа.